# Gedser–Rostock

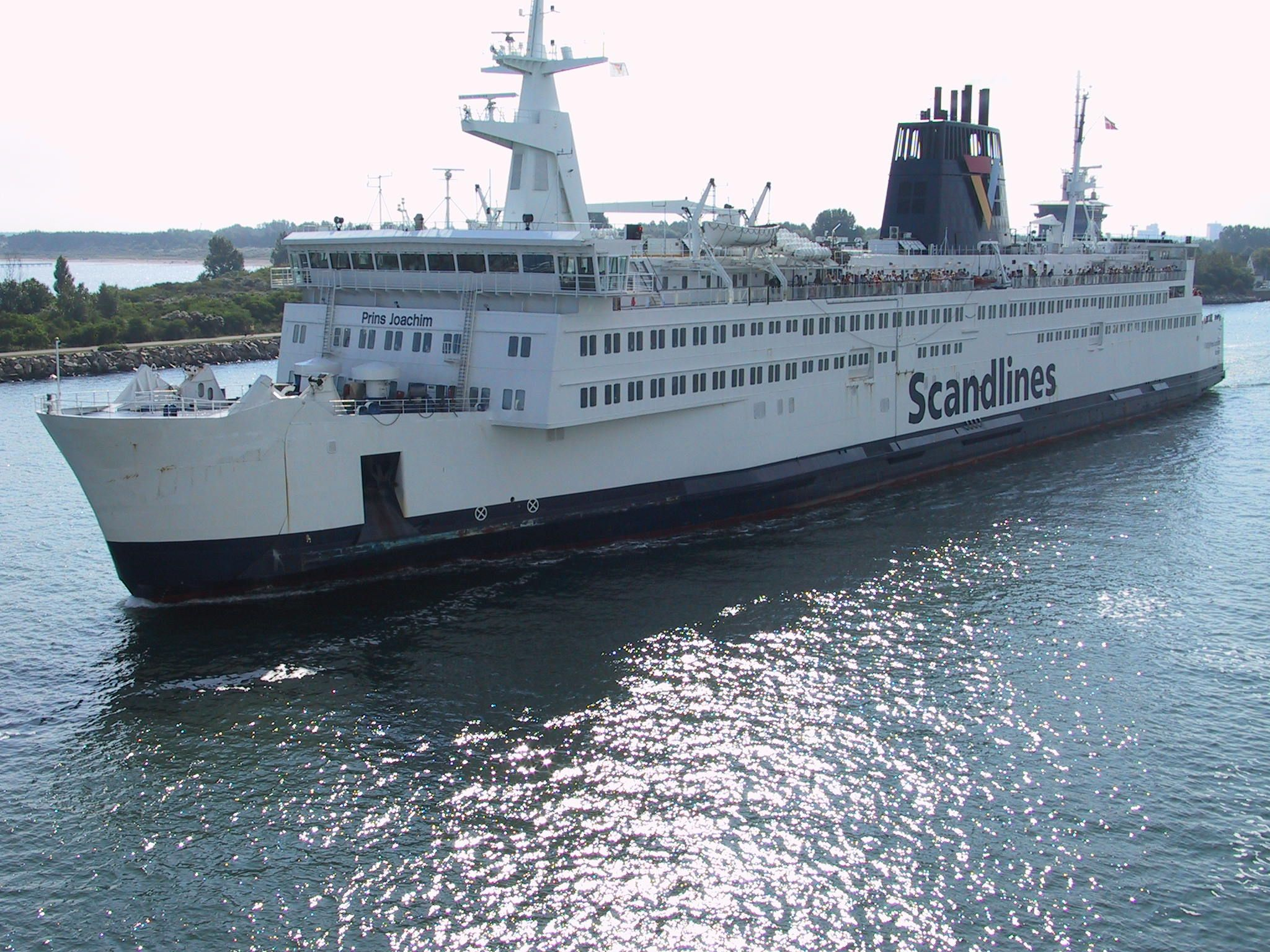
M/S Prins Joachim trafikerade tidigare denna linje

Mellan Gedser och Rostock går en bilfärjelinje. Överfartstid är cirka 1 timme 45 minuter, och det går upp till nio turer per dag och riktning, normalt varannan timme. Den trafikeras av Scandlines. Europaväg 55 följer denna färjelinje.

## Hamnar
Gedser är en mycket liten ort, vid sidan av vägen, och vägen går rakt till färjehamnen. Persontåg går inte längre till Gedser, utan man får åka buss från Nykøbing Falster, dit tåg går. Movia organiserar de lokala bussarna.
I Rostock ligger hamnen bara en kilometer från motorvägen, men åtskilliga kilometer norr om centrum. Det går att åka kollektivt dit, med tåg eller buss från Rostock centrum, se Deutsche Bahn.
Det finns direkta linjebussar till exempel Köpenhamn–Berlin, med till exempel Eurolines, Gråhundbus och Flixbus.

## Fartyg
- M/S Kronprins Frederik
- M/S Prins Joachim
- M/S Rostock
- M/S Berlin (från april 2012)[1]
- M/S Copenhagen (från april/maj 2012)

## Historik
Järnvägssträckan Orehoved–Nykøbing Falster invigdes 1872, järnvägsfärjelinjen Masnedø–Orehoved 1884, järnvägssträckan Nykøbing Falster–Gedser 1886 och postångarlinjen Gedser–Warnemünde samma år. 1903 blev denna till en järnvägsfärjelinje, och 1937 ersattes järnvägsfärjelinjen Masnedø–Orehoved av Storstrømsbron. Denna sträckan tog hand om den livliga tågtrafiken mellan Köpenhamn–Berlin via Warnemünde nära Rostock. Efterkrigstidens indelning av Tyskland gjorde dock att linjen stagnerade mycket, men fanns. I och med Tysklands återförening har linjen fått en renässans, nu till Rostocks hamn på östra sidan om havsviken, med bättre anslutning till motorvägen. Detta innebar dock att tågfärjorna försvann 1995. För att åka tåg Köpenhamn–Berlin åker man numera via Malmö– Köpenhamn-Hamburg eller dagtåg via Hamburg från Köpenhamn.
Uppgraderingar av motorerna ombord på färjorna har betytt att restiden minskat från 2 timmar och 15 minuter till cirka 1 timme och 45 minuter under de senaste åren.